# Joeropsis legrandi
Joeropsis legrandi är en kräftdjursart som beskrevs av Juchault 1962. Joeropsis legrandi ingår i släktet Joeropsis och familjen Joeropsididae. Inga underarter finns listade i Catalogue of Life.